# Інститут мистецтв Канзас-Сіті

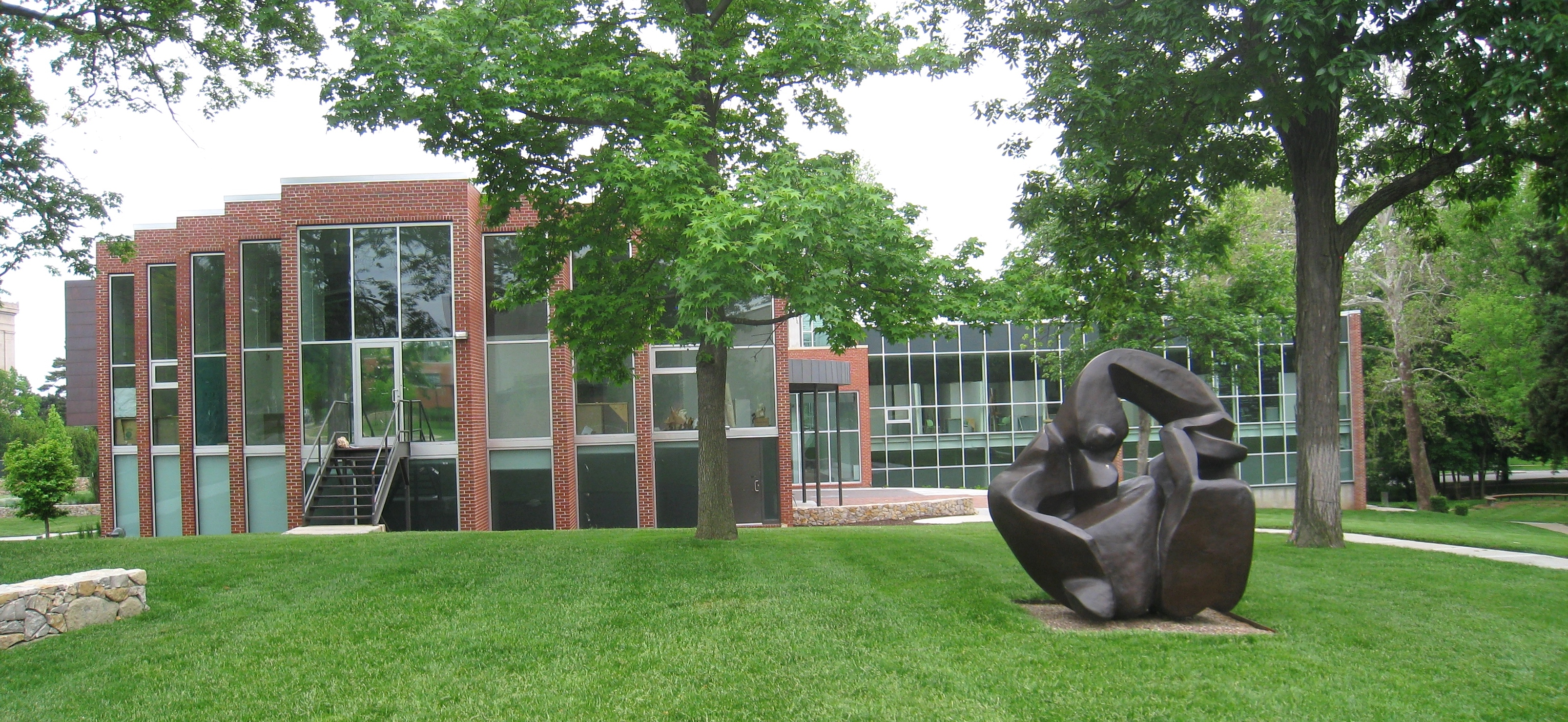
Зелена зона кампусу Інституту мистецтв Канзас-Сіті

Інститут мистецтв Канзас-Сіті (англ. The Kansas City Art Institute (KCAI)) — приватний, незалежний, чотирирічний коледж образотворчого мистецтва та дизайну, заснований 1885 року в Канзас-Сіті, штат Міссурі. Коледж є акредитованим членом Національної асоціації шкіл мистецтва та дизайну (NASAD), Асоціації незалежних коледжів мистецтва та дизайну (AICAD) та Північно-Центральної асоціації коледжів і шкіл.
В Інституті навчаються близько 700 студентів, яких навчають приблизно 75 викладачів. KCAI пропонує ступінь бакалавра образотворчих мистецтв (BFA). В рамках цієї програми студенти проходять комплексну гуманітарну підготовку та спеціалізуються на таких напрямках: анімація, історія мистецтва, керамічне мистецтво, креативне письмо, цифрове кіновиробництво, мистецтво волокна, графічний дизайн, ілюстрація, інтерактивне мистецтво, живопис, фотографія, гравюра, дизайн продукту або скульптура. KCAI також пропонує спільну програму з підприємництва для неповнолітніх у галузі мистецтва та дизайну спільно з Інститутом підприємництва та інновацій Регніра.

## Історія
Школа бере свій початок у 1885 році, коли художники-ентузіасти заснували «Клуб ескізів». Їхньою метою було «розмовляти про мистецтво взагалі та оцінювати картини». Зустрічі спочатку проводились у приватних будинках, а згодом переїхали в будівлю Деардорф на 11-й вулиці та Main Street у центрі Канзас-Сіті. Перша виставка клубу відбулася в 1887 році, і 12 благодійників виступили з ініціативою створення Художньої асоціації Канзас-Сіті та Школи дизайну.
У 1927 р. Говард Вандерсліс придбав резиденцію Августа Р. Меєра — німецький замок під назвою Марбург і його маєток площею 8 акрів (3.24 га) на 44-ій вулиці та Ворвікському бульварі, що примикав до запланованого Музею мистецтв Нельсона-Аткінса. Компанія Wight and Wight добудувала будівлю. Резиденція згодом була перейменована на «Vanderslice Hall» і занесена до Національного реєстру історичних місць разом з іншою будівлею на території кампусу — «Mineral Hall». З того часу кампус розширився до 15 акрів (6,07 га).
У 1935 році художник Томас Гарт Бентон залишив Нью-Йорк, щоб викладати в школі. Серед художників, на яких вплинув Бентон під час його викладання в KCAI, були Фредерік Джеймс, Марго Піт, Джексон Лі Несбітт, Роджер Медеріс, Ґленн Ґант і Делмер Дж. Йоакум. Хоча Бентон привернув значну увагу до Інституту мистецтв, його звільнили у 1941 році після зневажливих відгуків щодо, як він стверджував, надмірного впливу гомосексуалів у світі мистецтва.
У 1992 році на західній стороні кампусу відкрився Музей сучасного мистецтва Кемпера. З нагоди 130-ї річниці у 2015 році року Інститут мистецтв Канзас-Сіті отримав анонімне пожертвування у розмірі 25 млн дол. Ці кошти будуть використані для зміцнення загального фонду школи, вдосконалення та реконструкції кампусу поруч з Музеєм мистецтв Нельсона-Аткінса, а також у вигляді гранту у розмірі 6 мільйонів доларів, що значно збільшує кількість стипендій, які школа може надавати.

## Відомі викладачі
- Ціан Меекс[en] — кіновиробник та відеохудожник, викладач KCAI
- Дейл Елдред[en] — скульптор, еколог
- Елейн де Кунінг[en] — художник, запрошений критик
- Фредерік Джеймс[en] — акварельний художник, викладач KCAI
- Ґленн Ґант[en] — художник-регіоналіст[en], студент Бентона, викладач KCAI
- Гарольд Брюдер[en] — художник
- Джон Дуглас Патрік[en] — художник, кресляр, викладач KCAI (1909–36), член французького салону (1886–89), отримав бронзову медаль 1889 року
- Кен Фергюсон[en] — кераміст
- Стівен Сіделінгер[en] — професор дизайну
- Томас Гарт Бентон — лідер мистецького руху регіоналістів; викладач KCAI, (1935—1941)
- Віктор Папанек[en] — дизайнер / посередник ЮНЕСКО; автор книги «Дизайн для реального світу»; виступав проти небезпечного дизайну, за розробку в країнах, що розвиваються

## Відомі випускники
- Волт Дісней — аніматор, медіа підприємець (відвідував заняття в суботу вранці в дитинстві)[7]
- Денніс Гоппер — актор, відвідував суботні заняття в середній школі
- Роберт Раушенберг — художник
- Акіо Такаморі[en] — художник-кераміст
- Анжела Дуфресне[en] — художник
- Ейпріл Грейман[en] — графічний дизайнер
- Арчер Превітт[en] — ілюстратор, музикант з гуртів «The Sea and Cake[en]» та «The Coctails[en]»
- Арнольд Цимерман[en] — кераміст
- Артур Крафт[en] — скульптор та художник
- Баррі Кузер[en] — живописець, художник та анімаційний кіновиробник
- Кріс Пітман[en] — музикант
- Крістіан Холстад[en] — концептуальний художник
- Крістіна Макфі[en] — художник медіамистецтва
- Крістофер Вілліц[en] — музикант, звуковий та мультимедійний художник
- Сіань Меекс[en] — відеохудожник та кіновиробник.
- Ден Крістенсен[en] — художник
- Делмер Дж. Йоакум[en] — живописець, сценограф/художник
- Доріс Лі[en] — художник
- Еллен Фулман[en] — винахідник інструменту «Довгі струни[en]»
- Ерік Брансбі[en] — мураліст, художник
- Ерік Салл[en] — художник
- Френк Ш. Ленд[en] — засновник DeMolay[8]
- Глен Раундс[en] — письменник та ілюстратор
- Джексон Лі Несбітт[en] — художник, відомий своїми регіоналістськими офортами та літографіями, студент Бентона
- Джим Махфуд[en] — художник коміксів і графіті
- Джим Суптік[en] — скульптор, музикант
- Джон де Мартеллі[en] — художник-гравер регіоналіст[en], викладач графіки KCAI
- Джон Стюарт Каррі[en] — художник
- Джон Гнагі[en] — національний синдикований вчитель телевізійного мистецтва
- Карон Догерті[en] — кераміст
- Катрін Заремба[en] — колишня зірка телесеріалу «Full House» та телефільму «Toothless»[9]
- Луїза Маттіасдоттір[en] — художник
- Марк Девіс[en] — аніматор, імеджинір[en]
- Марго Піт[en] — художниця, студентка Бентона
- Марджорі Стрідер[en] — художниця
- Мартін Арнольд[en] — кіновиробник
- Мерседес Маттер[en] — художник, співзасновник Нью-Йоркської школи студійного малювання, живопису та скульптури[en]
- Майкл Грейтхаус — відеохудожник
- Мікель Руус[en] — музикант рок-гурту «Tirez Tirez[en]», композитор, який розробив тоталізм[en]
- Нельсон Шенкс[en] — художник
- Нік Кейв[en] — артист перформансу
- Пол Бріггс[en] — аніматор, художник розкадровування
- Пол Дженкінс[en] — художник та скульптор, який є визначним представником абстрактного експресіонізму[10]
- Річард Корбен — творець коміксів
- Роберт Морріс[en] — скульптор, художник перформансу та інсталяції
- Роберт Темплтон[en] — художник
- Роджер Медеріс[en] — художник-регіоналіст[en], студент Бентона
- Ронні Лендфілд[en] — художник
- Сам Прекоп[en] — фотограф, музикант інді-рок групи «The Sea and Cake[en]»
- Сюзанна Клоц[en] — художник, скульптор
- Тео Парріш[en] — музикант та DJ
- Вільям Ф. Нолан — сценарист, співавтор «Сутінкової зони»